# Ližnjan
Ližnjan (italsky Lisignano) je vesnice, přímořské letovisko a správní středisko stejnojmenné opčiny v Chorvatsku v Istrijské župě. Nachází se asi 8 km jihovýchodně od Puly. V roce 2011 žilo v Ližnjanu 1 340 obyvatel, v celé opčině pak 3 965 obyvatel.
Součástí opčiny je celkem pět trvale obydlených vesnic.
- Jadreški – 501 obyvatel
- Ližnjan – 1 340 obyvatel
- Muntić – 400 obyvatel
- Šišan – 849 obyvatel
- Valtura – 875 obyvatel

Samotný Ližnjan se nachází ve vnitrozemí a od moře je vzdálena asi jeden kilometr. S mořem, konkrétně zátokou Luka Kuje v Kvarnerském zálivu, je Ližnjan spojen ulicí Put za Puntice. U zátoky se rozkládá přístav a nachází se zde několik pláží.
Ližnjanem prochází župní silnice Ž5119, opčinou pak i státní silnice D401, část východního pruhu silnice D66 a župní silnice Ž5120, Ž5121 a Ž5134. Jižně od Ližnjanu se nacházejí ostrůvky Levan a Levanić. Pod katastrální území opčiny spadá letiště Pula.